# Theridion posticatum
Theridion posticatum är en spindelart som beskrevs av Simon 1900. Theridion posticatum ingår i släktet Theridion och familjen klotspindlar. Inga underarter finns listade i Catalogue of Life.